# 丘瓜拉馬斯 (委內瑞拉)
丘瓜拉馬斯（Chaguaramas, Venezuela），是委內瑞拉的城鎮，位於該國中部瓜里科州，是丘瓜拉馬斯市的首府，始建於1728年，2006年當局計劃興建新鐵路連接該鎮，2011年人口8,866。
08°39′20″N 62°46′46″W / 8.65556°N 62.77944°W